# Alfred de Sareshel
Alfred de Sarashel, també anomenat en (llatí) Alfredus Anglicus, va ser un traductor i filòsof escolàstic que va néixer a Anglaterra a finals del segle xii i va morir en el XIII.
Res es coneix res de la seva vida a part que es va traslladar a Toledo, on va treballar com a traductor de l'àrab al llatí. Per les dedicatòries de les seves traduccions es pot establir que va ser actiu entre 1178 i 1217.

## Obres

### Originals
- De motu cordis (Sobre els moviments del cor)

### Traduccions
- De plantis, tractat pseudo-aristotèlic sobre els vegetals.
- De Mineralibus, una traducció/adaptació parcial del Kitab al-Shifa d'Avicenna[2] que es va afegir com llibres addicionals als Meteors d'Aristòtil.

Segons fons antigues, també es citen alguns comentaris d'Alfred de Sareshel a obres d'Aristòtil (com el De generatione et corruptione), però no s'han conservat.